# Colette Brand
Colette Brand, född den 5 november 1967, är en schweizisk freestyleåkare.
Hon tog OS-brons i damernas hopp i samband med de olympiska freestyletävlingarna 1998 i Nagano.